# Pretty Deadly
Pretty Deadly é uma dupla britânica de luta profissional composta por Elton Prince e Kit Wilson. Eles estão atualmente assinados com a WWE, onde atuam na marca SmackDown. Eles foram duas vezes Campeões de Duplas do NXT e uma vez Campeões de Duplas do NXT UK.

## História

### Circuito independente (2015–2020)
Lewis Howley, que treinou sob a tutela de Lucas Jackson na lendária DKW Academy com sede em Purfleet, Essex e Sam Stoker estrearam com uma duplas em 2 de fevereiro de 2019 no Hustle Wrestling Live em Enfield ao derrotar Justin Case e Justin Vincible em uma luta de duplas. No entanto, eles estiveram brevemente ativos uma vez sob o nome de Greased Lightning em uma partida contra Lance Lawrence e Oliver Peace no episódio de 14 de novembro de 2015 do WrestleForce Live em Basingstoke. Stoker era anteriormente conhecido como Sammy Smooth. Depois disso, ambos voltaram a competir como lutadores individuais. Eles também são conhecidos por seus mandatos com promoções de luta profissional, como Progress Wrestling  e Revolution Pro Wrestling. Durante sua afiliação ao International Pro Wrestling: United Kingdom, eles conquistaram o Campeonato de Duplas do IPW:UK uma vez como Pretty Bastards e uma vez como um trio freebird incluindo James Castle conhecido como The Collective.

### WWE (2020–presente)
Eles tiveram aparições esporádicas no NXT UK em 2019 antes de fazer sua estreia oficial na WWE, perdendo para Wild Boar e Primate. Eles foram forçados a fazer um hiato de seis meses antes de retornar ao Reino Unido e obter sua primeira vitória na WWE. Howley e Stoker se tornaram os desafiantes número um pelo Campeonato de Duplas do NXT UK em 28 de janeiro de 2021 após derrotar Mark Andrews e Flash Morgan Webster, Oliver Carter e Ashton Smith e The Hunt (Wild Boar and Primate) em uma luta de quatro duplas.